# جيف كار
جيف كار (بالإنجليزية: Jeff Carr)‏ هو سياسي أسترالي، ولد في 29 أبريل 1944 في جيرالدتون في أستراليا. حزبياً، نشط في حزب العمال الأسترالي ‏. وقد انتخب عضو الجمعية التشريعية لأستراليا الغربية.